# La Paz, Simojovel
La Paz är en ort i Mexiko.   Den ligger i kommunen Simojovel och delstaten Chiapas, i den sydöstra delen av landet, 700 km öster om huvudstaden Mexico City. La Paz ligger 484 meter över havet och antalet invånare är 129.
Terrängen runt La Paz är kuperad åt nordost, men åt sydväst är den bergig. Runt La Paz är det ganska tätbefolkat, med 104 invånare per kvadratkilometer. Närmaste större samhälle är Simojovel de Allende, 1,7 km söder om La Paz. Omgivningarna runt La Paz är en mosaik av jordbruksmark och naturlig växtlighet.